# Théo Gécé
Théo Frédéric Gécé (Jemeppe-sur-Sambre, 14 maart 2001) is een Belgisch voetballer die sinds 2024 uitkomt voor Francs Borains.

## Carrière
Gécé is afkomstig van Jemeppe-sur-Sambre. Hij begon zijn jeugdopleiding bij JS Tamines. Op dertienjarige leeftijd verhuisde hij naar de jeugdopleiding van Sporting Charleroi. Daar groeide hij uit tot kapitein van de beloften.
In juni 2021 tekende hij bij RWDM. De club had het grootste deel van het geraamte van zijn typeploeg kunnen behouden, maar desondanks kreeg hij tijdens de voorbereiding geregeld een basisplaats in wat voor de rest een typeploeg van het seizoen daarvoor had kunnen zijn. Op 14 augustus 2021 maakte hij zijn profdebuut: op de openingsspeeldag in Eerste klasse B mocht hij tegen Royal Excel Moeskroen in de 88e minuut invallen voor Mehdi Terki.
Op 7 september 2021, toen Gécé nauwelijks een paar minuten profvoetbal in de benen had, kondigde RWDM aan dat het zijn contract had opengebroken tot 2023. Gécé speelde in zijn debuutseizoen uiteindelijk twintig officiële wedstrijden voor RWDM: naast zeventien wedstrijden in de reguliere competitie en een bekerwedstrijd speelde hij ook mee in de barragewedstrijden naar RFC Seraing, waarin RWDM nipt naast de promotie naar de Jupiler Pro League greep.
Op 28 juni 2022 kondigde RWDM aan dat Gécé een contractverlenging tot 2024 met optie op een extra seizoen had ondertekend. De middenvelder kwam in zijn tweede seizoen bij RWDM minder aan spelen toe: in de vier eerste competitiewedstrijden van het seizoen verscheen hij nog aan de aftrap, daarna was het wachten tot 21 januari 2023 op een basisplaats. Gécé sloot het seizoen 2022/23, waarin RWDM promotie naar de Jupiler Pro League afdwong, af met zeven basisplaatsen en vijf invalbeurten in de competitie.
Op 29 juli 2023 vierde Gécé zijn debuut in de Jupiler Pro League: op de openingsspeeldag van het seizoen 2023/24 liet trainer Cláudio Caçapa, die slechts enkele dagen eerder het roer had overgenomen van Vincent Euvrard, hem starten tegen KRC Genk. Het was niet de voorbode van een succesvol seizoen, want zijn volgende speelminuten kreeg hij pas op 2 december 2023, toen Caçapa hem tegen zijn ex-club Charleroi een paar minuten voor tijd liet invallen. Gécé mocht in december 2023, toen RWDM onder een zware blessurelast kreunde, in elke wedstrijd invallen. 
Vier dagen na zijn invalbeurt tegen KAS Eupen, die door de vroegtijdige stopzetting van de wedstrijd slechts een handvol minuten duurde, werd Gécé voor de rest van het seizoen uitgeleend aan Francs Borains. Daar kwam hij naast Niklo Dailly, die een kleine twee weken eerder al op huurbasis was overgestapt van RWDM naar Francs Borains, ex-ploegmaats Tracy Mpati en Corenthyn Lavie weer tegen.

## Clubstatistieken
| Seizoen         | Club             | Land            | Competitie      | Competitie | Competitie | Beker | Beker | Supercup | Supercup | Europees | Europees | Totaal | Totaal |
| Seizoen         | Club             | Land            | Competitie      | Wed.       | Dlp.       | Wed.  | Dlp.  | Wed.     | Dlp.     | Wed.     | Dlp.     | Wed.   | Dlp.   |
| --------------- | ---------------- | --------------- | --------------- | ---------- | ---------- | ----- | ----- | -------- | -------- | -------- | -------- | ------ | ------ |
| 2021/22         | RWDM             | Vlag van België | Eerste klasse B | 19         | 0          | 1     | 0     | —        | —        | —        | —        | 20     | 0      |
| 2022/23         | RWDM             | Vlag van België | Eerste klasse B | 12         | 0          | 0     | 0     | —        | —        | —        | —        | 12     | 0      |
| 2023/24         | RWDM             | Vlag van België | Eerste klasse A | 7          | 0          | 1     | 0     | —        | —        | —        | —        | 8      | 0      |
| 2023/24         | → Francs Borains | Vlag van België | Eerste klasse B | 10         | 0          | 0     | 0     | —        | —        | —        | —        | 0      | 0      |
| 2024/25         | Francs Borains   | Vlag van België | Eerste klasse B | 20         | 0          | 1     | 0     | —        | —        | —        | —        | 21     | 0      |
| Carrière totaal | Carrière totaal  | Carrière totaal | Carrière totaal | 68         | 0          | 3     | 0     | 0        | 0        | 0        | 0        | 71     | 0      |

Bijgewerkt op 11 februari 2025.
3 Konaté ·
4 Gillekens ·
5 Boulenger ·
6 Piedeleu ·
7 Tainmont ·
8 Itrak ·
9 Dailly ·
10 Chaabi ·
11 Laurent ·
15 Healy ·
16 Curci ·
17 Grisez ·
18 Donnez ·
20 Walicki ·
21 Mpati ·
23 Malungu ·
25 Lavie ·
26 Saussez ·
28 Francotte ·
31 Vandendriessche ·
38 Diallo ·
40 Djoco ·
55 Massolin ·
69 Obissa ·
83 Audin ·
90 Kadiri ·
96 Guirassy ·
Mabani ·
Libertiaux ·
Gécé ·
Coach: Grandjean
· Assistent-coach: Colpaert